# Tanner Foust
Tanner Foust (Denver, 13 giugno 1973) è un pilota di rally, stuntman e conduttore televisivo statunitense, conosciuto per il suo stile di guida nel drift e nel rallycross, attualmente attivo nel campionato  rally Extreme E con la McLaren XE.

## Biografia

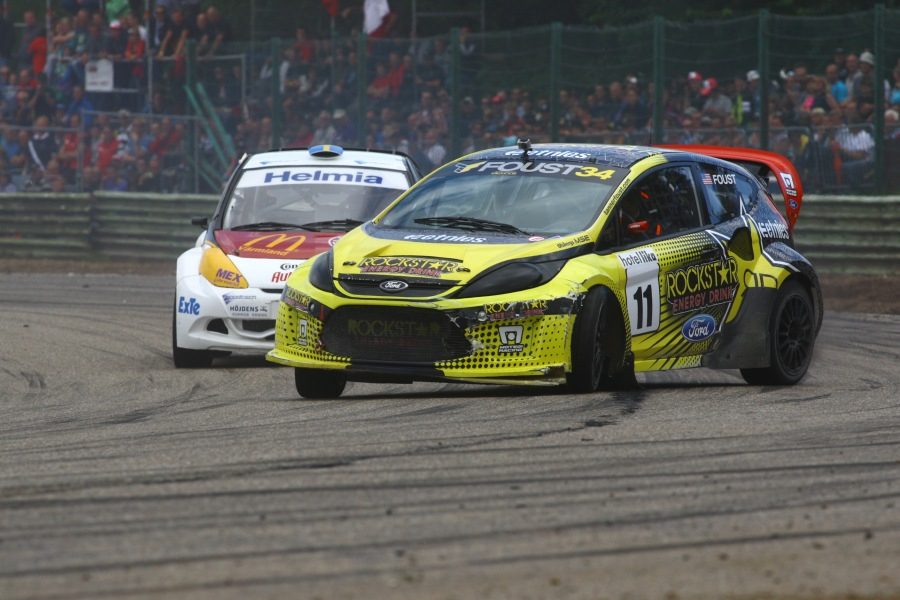
Tanner Foust a bordo della Ford Fiesta Mk7 4x4 durante il European Championships Rallycross del Belgio nel 2011

Tanner si è laureato in biologia molecolare presso l'Università del Colorado. Ha gareggiato nel drifting nel 2007 e nel 2008 ed è il primo pilota nella storia della Formula D a vincere il titolo per due anni di fila. Tanner ha anche gareggiato negli X Games XIII dove ha vinto l'oro nel rallycross. Ha inoltre partecipato al campionato statunitense di rally nel 2009. 
Nel 2010 agli X Games ha ottenuto l'oro nella corsa Rally Car e Super Car Rally alla guida della Ford Fiesta del team Rockstar Energy. Ha anche gareggiato nel Campionato Europeo Rallycross, diventando il primo americano a farlo. Dopo aver lasciato la scena del drifting a favore del rallycross nel 2011 ha partecipato all'European Championship for Rallycross Drivers organizzata dalla FIA.

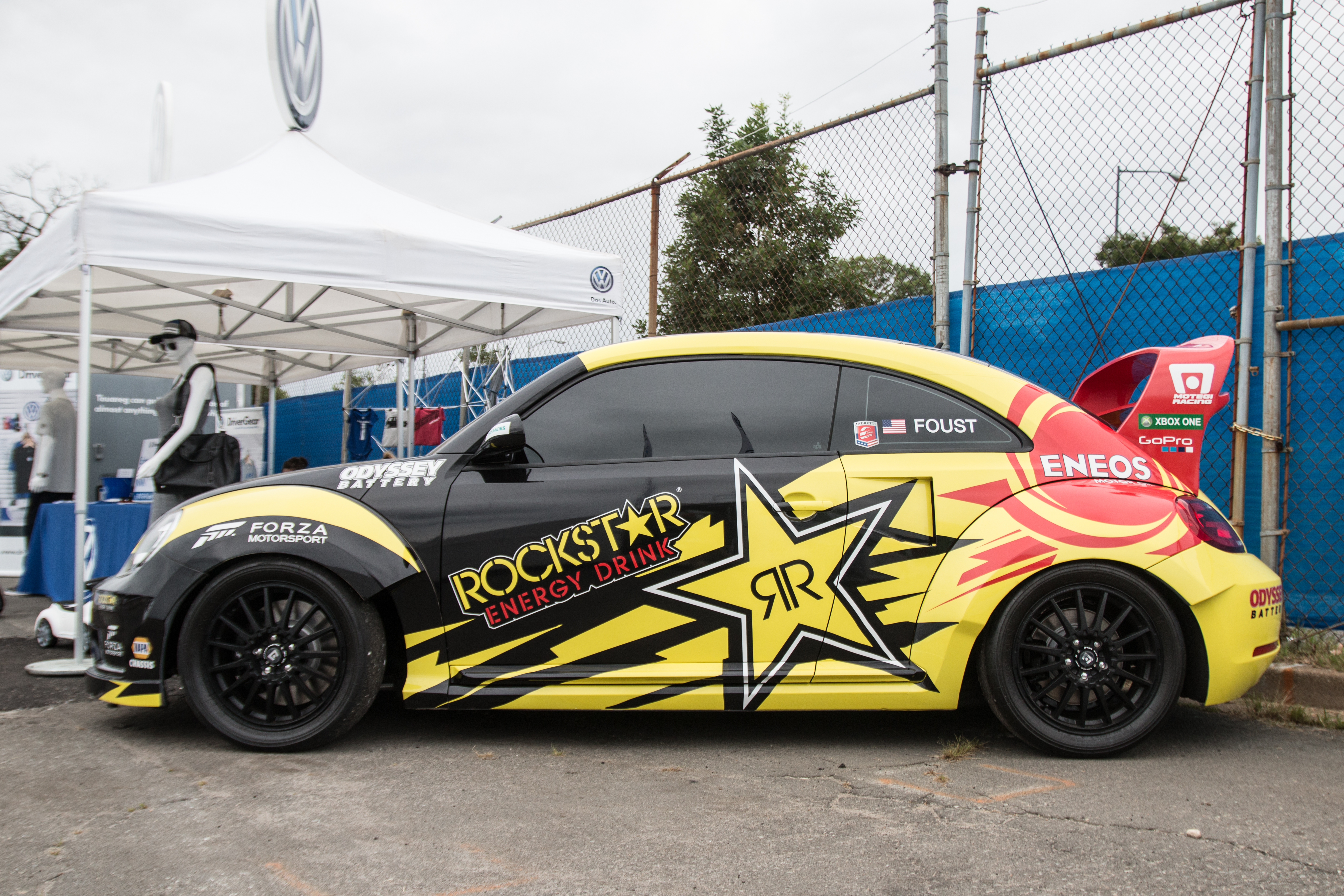
La Volkswagen Beetle per il campionato 2014 di rallycross

Il 21 novembre 2010, ha fatto il suo debutto per la serie di Discovery Channel Top Gear USA, la versione americana della serie della BBC. Ha anche avuto il ruolo di stuntman nel film The Fast and the Furious: Tokyo Drift, Iron Man 2 e Hazzard.
Nel 2012 ha concluso il campionato europeo di rallycross al terzo posto nella categoria SuperCars al volante di una Ford Fiesta Mk7 T16 4x4.
Nel corso dell'estate del 2014 ha cominciato a girare la quinta stagione di Top Gear USA.
Al Chicago Auto Show nel febbraio 2014, Foust ha annunciato una nuova partnership con Volkswagen e Andretti Autosport. Egli infatti gareggia con la Volkswagen Bettle per la stagione di Global Rallycross 2014.